# Pentathlon masculin aux Jeux olympiques de 1920
Pour un article plus général, voir Athlétisme aux Jeux olympiques de 1920.
Navigation
Stockholm 1912 Paris 1924
L'épreuve du pentathlon aux Jeux olympiques de 1920 se déroule le 16 août 1920 au Stade olympique d'Anvers, en Belgique. Elle est remportée par le Finlandais Eero Lehtonen.

## Résultats
Seuls les quinze meilleurs participent à la quatrième épreuve et les sept meilleurs participent à la dernière épreuve. Le classement est déterminé selon la somme des rangs obtenus lors des cinq épreuves.
| Classement final | Classement final                  | Classement final | Classement final | Classement final | Classement final | Classement final | Classement final |
| Rang             | Athlète                           | Longueur         | Javelot          | 200 m            | Disque           | 1 500 m          | Total            |
| ---------------- | --------------------------------- | ---------------- | ---------------- | ---------------- | ---------------- | ---------------- | ---------------- |
| 1                | Eero Lehtonen (FIN)               | 2                | 2                | 1                | 7                | 2                | 14               |
| 2                | Everett Bradley (USA)             | 3                | 8                | 1                | 6                | 6                | 24               |
| 3                | Hugo Lahtinen (FIN)               | 4                | 3                | 5                | 13               | 1                | 26               |
| 4                | Robert LeGendre (USA)             | 5                | 11               | 1                | 4                | 5                | 26               |
| 5                | Helge Løvland (Norvège)           | 7                | 4                | 10               | 2                | 4                | 27               |
| 6                | Brutus Hamilton (USA)             | 1                | 10               | 4                | 5                | 7                | 27               |
| 7                | Bertil Ohlson (SWE)               | 8                | 12               | 5                | 1                | 3                | 29               |
| 8                | Aleksander Klumberg (EST)         | 10               | 1                | 15               | 3                | —                | DNF-4 (29)       |
| 9                | Axel-Erik Gyllenstolpe (en) (SWE) | 6                | 7                | 12               | 10               | —                | DNF-4 (35)       |
| 10               | Evert Nilsson (en) (SWE)          | 12               | 5                | 12               | 8                | —                | DNF-4 (37)       |
| 11               | Carl-Enock Svensson (en) (SWE)    | 14               | 6                | 7                | 11               | —                | DNF-4 (38)       |
| 12               | Robert J. Dunne (en) (USA)        | 18               | 13               | 7                | 9                | —                | DNF-4 (47)       |
| 12               | Ossian Nylund (en) (FIN)          | 9                | 9                | 14               | 15               | —                | DNF-4 (47)       |
| 14               | Ole Reistad (NOR)                 | 13               | 15               | 9                | 12               | —                | DNF-4 (49)       |
| 15               | Edmond Médécin (en) (MON)         | 11               | 16               | 10               | 14               | —                | DNF-4 (51)       |
| 16               | Konstantinos Roubesis (en) (GRE)  | 15               | 17               | 16               | —                | —                | DNF-3 (48)       |
| 17               | Dimitrios Andromidas (en) (GRE)   | 17               | 18               | 17               | —                | —                | DNF-3 (52)       |
| 18               | Hiroshi Masuda (en) (JPN)         | 19               | 14               | —                | —                | —                | DNF-2 (33)       |
| 19               | Jonni Myyrä (FIN)                 | 16               | —                | —                | —                | —                | DNF-1 (16)       |